# (32140) 2000 LF21
2000 LF21 (asteroide 32140) é um asteroide da cintura principal. Possui uma excentricidade de 0.22330330 e uma inclinação de 7.87121º.
Este asteroide foi descoberto no dia 8 de junho de 2000 por LINEAR em Socorro.